# Łysinin
Łysinin [pronunciación en polaco: /wɨˈɕinin/] (en alemán: Grenzneuhof) es un pueblo en el distrito administrativo de Gmina Czaplinek, dentro del Distrito de Drawsko, Voivodato de Pomerania Occidental, en el noroeste de Polonia. Se encuentra aproximadamente 14 kilómetros al este de Czaplinek, 42 kilómetros al este de Drawsko Pomorskie, y 124 kilómetros al este de la capital regional, Szczecin.
Hasta la Primera partición de Polonia, en 1772 el área era parte del Reino de Polonia, entre 1772 y 1871 formó parte del Reino de Prusia, y luego dentro de éste formó parte del Imperio Alemán desde 1871. Formó parte de Alemania una vez abolido el Imperio Alemán y el Reino de Prusia hasta la derrota germana en la Segunda Guerra Mundial, en 1945, cuando el pueblo volvió a ser otorgado a Polonia.